# Punta Kopté
Punta Kopté är en udde i Mexiko.   Den ligger i delstaten Yucatán, i den östra delen av landet, 1 000 km öster om huvudstaden Mexico City.
Terrängen inåt land är mycket platt. Havet är nära Punta Kopté åt nordväst. Runt Punta Kopté är det ganska glesbefolkat, med 50 invånare per kvadratkilometer. Närmaste större samhälle är Chelem, 17,0 km öster om Punta Kopté. Trakten runt Punta Kopté består till största delen av jordbruksmark.